# SS-Totenkopfverbände

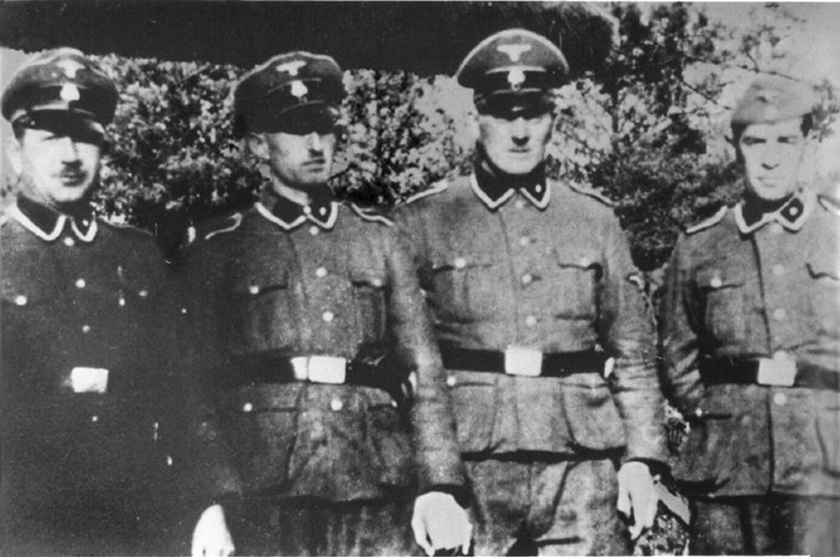
Członkowie załogi obozu zagłady w Treblince (od lewej): Paul Bredow, Willi Mentz, Max Möller oraz Josef Hirtreiter

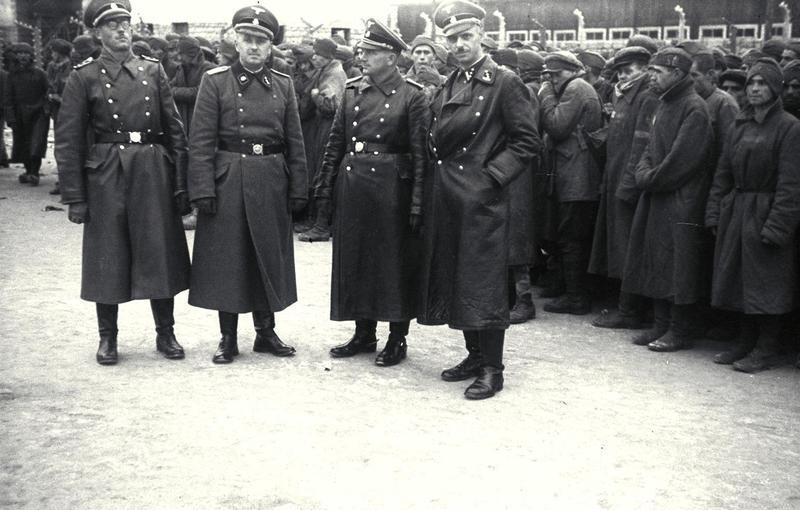
Oficerowie SS-TV w Mauthausen-Gusen

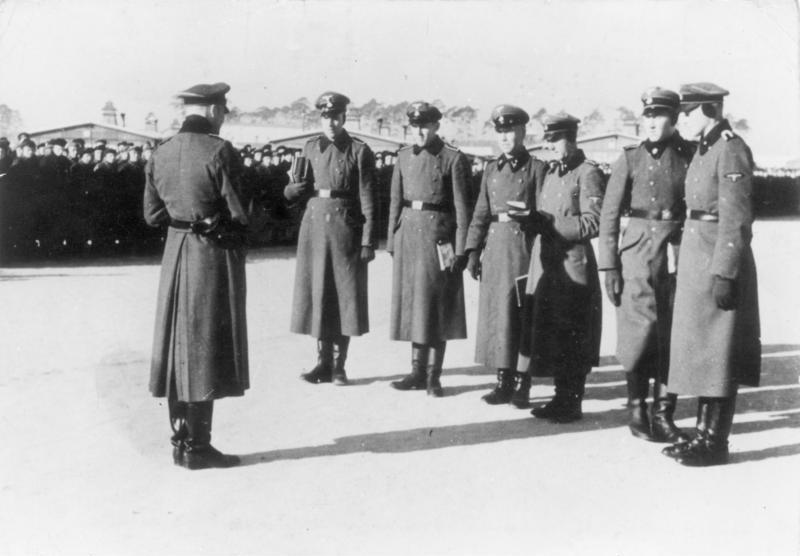
Oficerowie SS-TV w Sachsenhausen

SS-Totenkopfverbände (w skrócie SS-TV; pol. Oddziały Trupiej Czaszki) – stworzone w 1934 przez Theodora Eickego specjalne oddziały SS, zajmujące się zarządzaniem i służbą wartowniczą w niemieckich obozach koncentracyjnych. Po reorganizacji SS oddziały Totenkopfverbände włączono w całości do Waffen-SS.

## Geneza
Niemieckie obozy koncentracyjne w Europie podlegały zarządowi niemieckiej nazistowskiej formacji paramilitarnej SS. Bezpośrednio podporządkowane były one organizacyjnie Inspektion der Konzentrationslager (pol. Inspektoratowi Obozów Koncentracyjnych) nad którym zarząd pełnił SS-Wirtschafts- und Verwaltungshauptamt (pol. Główny Urząd Gospodarki i Administracji SS). Na czele tej organizacji stał SS-Obergruppenführer Oswald Pohl. Obozami tymi bezpośrednio zarządzał personel obozowy złożony z esesmanów – członków specjalnie powołanej do tego celu formacji SS-Totenkopfverbände oraz SS-Aufseherin – nadzorczyń SS.
Początkowo Totenkopfverbände składało się z sześciu batalionów, przypisanych do sześciu obozów koncentracyjnych znajdujących się pod jurysdykcją formacji. W marcu 1936, na polecenie Himmlera zwiększono stan osobowy formacji z 1800 do około 3500 ludzi. W roku 1937 doszło do kolejnej reorganizacji: Totenkopfverbände podzielono na trzy pułki: I-Oberbayern, II-Brandenburg i III-Thuringen. W 1938 stworzono kolejny, czwarty pułk: IV-Ostmark. Każdy z pułków dzielił się na trzy bataliony, te zaś składały się z trzech kompanii piechoty i jednej kompanii karabinów maszynowych każdy. Formacja była w pełni zmotoryzowana. Skład jednostki ulegał ciągłym przemianom i rozrostowi – w połowie 1939 Totenkopfverbände liczyło już około 22 000 członków. W maju 1939 służbę w Totenkopfverbände zaczęto zaliczać jako jedną z form spełnienia obowiązkowej służby wojskowej.

## Lokalizacja w 1941
| SS-Totenkopfstandarte  | Lokalizacja   |
| ---------------------- | ------------- |
| I „Oberbayern”         | Dachau        |
| II „Brandenburg”       | Sachsenhausen |
| III „Thüringen”        | Buchenwald    |
| IV „Ostmark”           | Mauthausen    |
| V „Dietrich Eckart”    | Oranienburg   |
| VI                     | Praga         |
| VII                    | Brno          |
| VIII                   | Kraków        |
| IX                     | Gdańsk        |
| X                      | Buchenwald    |
| XI                     | Radom         |
| XII                    | Poznań        |
| XIII                   | Wiedeń        |
| XIV                    | Buchenwald    |
| XV                     | Płock         |
| XVI                    | Dachau        |
| „Kirkenes”             | Kirkenes      |
| „Oberbayern” (Reserve) | Dachau        |